# Paighan
Il Paighan (anche conosciuto come Paygan) era un'unità di fanteria leggera di leva utilizzata dall'esercito sasanide. Quest'ultimo, basava la sua forza militare prevalentemente sull'utilizzo della cavalleria, motivo per il quale i paighan formavano il grosso della fanteria a disposizione dell'Impero sasanide.

## Composizione e utilizzo in battaglia
Erano organizzati in bande formate da sudditi comuni (prevalentemente contadini), che venivano reclutate, equipaggiate e armate in tempi molto brevi. Si trattava dunque di una forza di coscrizione, composta di soldati inesperti e armati in maniera leggera. Combattevano tendenzialmente vestiti di umili stoffe, con un berretto di cuoio bollito, e portavano probabilmente uno scudo di legno chiaro (o di vimini) in grado di coprire abbastanza il corpo, per sopperire all'assenza totale di un qualsiasi tipo di corazza o cotta. Quanto all'arma utilizzata in combattimento, non sembra essercene una in particolare, ma a giudicare dal tipo di truppa e dal suo reclutamento, è presumibile che si trattasse comunque di un'arma leggera, come una lancia corta o strumenti agricoli quali forconi, asce e falci, difficilmente una spada (è probabile che alcuni avrebbero dovuto fornirsi di una propria arma). Solitamente al comando di nobili o dignitari locali, le leve supportavano l’élite dei soldati professionisti. Particolarmente vulnerabili e poco prestanti nel corpo a corpo data la quasi totale mancanza di protezioni, erano tuttavia mediamente efficaci contro le cariche. Le evidenti difficoltà riscontrate da queste unità nel combattimento contro i Romani, portarono i Sasanidi a sviluppare unità proprie di fanteria pesante, come i Daylami e i Dailamites.
Osservazioni di Belisario sulle forze di fanteria sasanide:
Ammiano Marcellino, Rerum Gestarum, 19.7.3 osservazioni sulle truppe sasanidi:
La fanteria professionale sasanide e i prelievi contadini sono spesso confusi come un'unica forza nelle fonti romane, per quanto presentino di evidenti differenze. Essendo i Paighan iscritti negli albi dello stato, ciò suggerisce che fossero una forza professionale pagata.

## Riferimenti
Secondo il Chronicon Anonymum, la stragrande maggioranza (120.000) dell'esercito di 183.000 uomini a disposizione dello Shahanshah Cosroe I era composta da bande di Paighan. Nonostante fossero indicati come carne da macello, i Paighan erano spesso usati negli assedi e servivano come paggi per la cavalleria Savaran. Avevano anche il compito di sorvegliare treni di bagagli, missioni di invasione e scavo di mine. Queste truppe avrebbero generalmente avuto il morale più basso di tutte le altre unità dell'esercito sasanide e si sarebbero raggruppate per protezione reciproca nei combattimenti.
Per quanto riguarda fonti legate agli storici arabi, durante la battaglia di al-Qādisiyyah il comandante persiano Rostam Farrokhzād si rifiutò di fornire cibo e acqua alle truppe Paighan la notte prima della battaglia, mentre nel campo arabo, a tutti i soldati venivano forniti rifornimenti, compresi i contadini. Questo potrebbe essere il motivo per cui molti dei soldati Paighan nell'esercito hanno disertato passando dalla parte degli arabi, prima e dopo lo scontro. Un esempio di queste diserzioni, è lampante nella battaglia di Dara, dove i Paighan abbassarono gli scudi e abbandonarono i campi quando la cavalleria pesante Savaran fu sconfitta.